# پونتا والگراند
پونتا والگراند (به لاتین: Punta Valgrande) یک کوه در سوئیس است که در کانتون وله واقع شده‌است. پونتا والگراند ۲٬۸۵۷ متر بالاتر از سطح دریا واقع شده‌است.